# Cañamaque
Cañamaque település Spanyolországban, Soria tartományban. Cañamaque Fuentelmonge, Monteagudo de las Vicarías, Momblona, Maján, Velilla de los Ajos, Serón de Nágima és Torlengua községekkel határos. Lakosainak száma 27 fő (2024).

## Népesség
A település népessége az elmúlt években az alábbi módon változott:
| Lakosok száma | 44   | 42   | 31   | 26   | 33   | 34   | 33   | 30   | 25   | 27   |
|               | 2001 | 2004 | 2007 | 2009 | 2012 | 2014 | 2017 | 2019 | 2022 | 2024 |